# Tmarus tamazolinus
Tmarus tamazolinus är en spindelart som beskrevs av Jiménez 1988. Tmarus tamazolinus ingår i släktet Tmarus och familjen krabbspindlar. Inga underarter finns listade i Catalogue of Life.